# Géza Imre

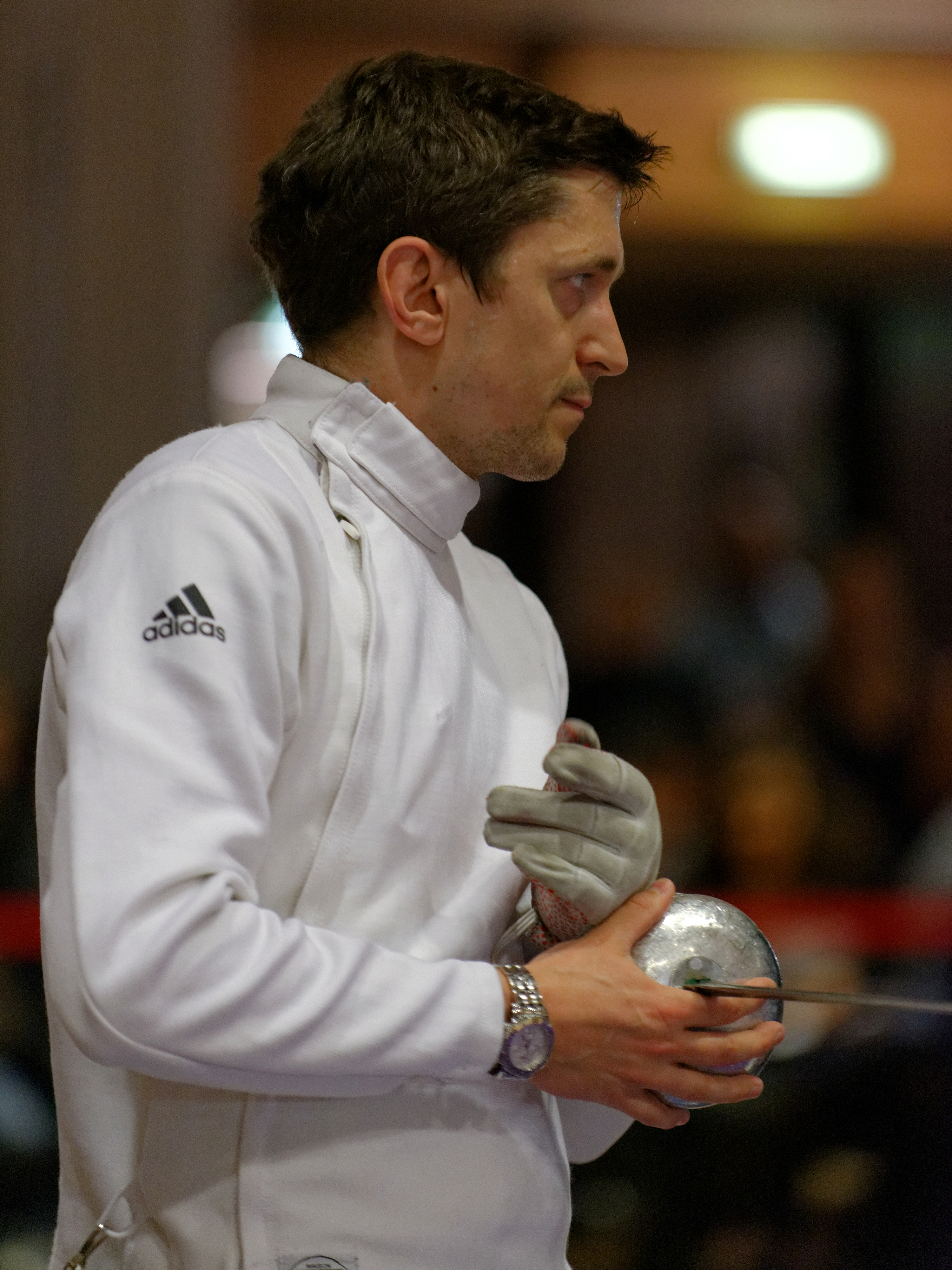
Géza Imre (2013)

Géza Imre (* 23. Dezember 1974 in Budapest) ist ein ungarischer Degenfechter.

## Leben
Er ficht für die Fechtabteilung des Budapest Honvéd.
Er ist seit 1999 mit Beatrix Kökény verheiratet, die im Handball bei den Olympischen Spielen 1996 Bronze und 2000 Silber erreichte. Das Paar hat zwei Kinder.

## Erfolge
1995 errang Géza Imre bei der Weltmeisterschaft in Den Haag Bronze mit der Degen-Mannschaft.
Bei seiner Teilnahme an den Olympischen Spielen 1996 in Atlanta erfocht er Bronze im Einzel und belegte mit der ungarischen Mannschaft den sechsten Platz. 1998 wurde er in Plowdiw Mannschaftseuropameister. 2002 errang er bei der Europameisterschaft in Moskau Bronze im Degen-Einzel. Bei den Olympischen Spielen 2004 in Athen erhielt die Mannschaft Krisztián Kulcsár, Gábor Boczkó, Iván Kovács und ihm Silber hinter der französischen Equipe, im Einzel belegt er den 21. Platz. 2007 errang er bei der Weltmeisterschaft in Plowdiw Bronze mit der gleichen Mannschaft wie bei den Olympischen Spielen 2004. 2008 wurde er in Kiew Einzeleuropameister, bei den Olympischen Spielen in Peking belegte die ungarische Mannschaft in der gleichen Zusammensetzung den fünften und Imre im Einzel den zwölften Platz.
2009 errang er bei der Weltmeisterschaft in Antalya Silber mit der Mannschaft aus Gábor Boczkó, András Rédli, Péter Somfai und ihm. 2010 errang seine Mannschaft bei der Europameisterschaft in Leipzig Gold, bei der Weltmeisterschaft in Paris Bronze. 2011 errang die Mannschaft aus Gábor Boczkó, Péter Szényi, Péter Somfai und ihm sowohl bei der Europameisterschaft in Sheffield als auch bei der Weltmeisterschaft in Antalya Silber. 2012 bei der Europameisterschaft in Legnano und bei der Weltmeisterschaft in Kiew gewann er mit der Mannschaft Bronze. Im selben Jahr besiegt Imre bei den Olympischen Spielen in London im Degen-Einzel in der Runde der letzten 32 den Marokkaner Abdelkarim El Haouari, verlor dann jedoch gegen den späteren Silbergewinner Bartosz Piasecki und belegte den vierzehnten Platz, der Mannschaftswettbewerb fand erst wieder 2016 statt. 2013 errang er bei der Europameisterschaft in Zagreb Silber mit der Mannschaft.
Bei den Olympischen Spielen 2016 in Rio de Janeiro gewann er im Einzel hinter Park Sang-young die Silbermedaille, mit der Mannschaft gewann er Bronze.